# Produkt (posel)
Proizvod ali produkt je v trženju objekt, sistem ali storitev za potrošniško uporabo. Je karkoli, kar je možno ponuditi na trgu za zadovoljitev želj ali potreb potrošnika. V prodaji na drobno  se proizvodi pogosto imenujejo trgovsko blago (merchandise), v proizvodnji pa so proizvodi kupljeni kot surovine in nato prodani kot končne dobrine. Tudi storitev velja za vrsto proizvoda.
Blago so običajno surovine, kakor so kovine in kmetijski proizvodi, vendar je blago lahko karkoli, kar je široko razpoložljivo na trgu.
Proizvod je lahko oprijemljiv ali neoprijemljiv. Oprijemljivi proizvod je fizična stvar, ki jo lahko zaznamo z dotikom, kot je stavba, vozilo, naprava ali oblačilo. Neoprijemljivi proizvod je proizvod, ki ga lahko zaznamo le posredno, npr. zavarovalna polica.
Proizvajalec običajno zagotovi identifikator za vsako specifično vrsto produkta, ki ga proizvaja, t. i. model, različica modela ali številka modela.